# Manuel Fernandes Tomás

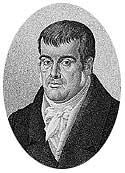
Manuel Fernandes Tomás

Manuel Fernandes Tomás (* 30. Juni 1771 in Figueira da Foz; † 19. November 1822 in Lissabon) war ein portugiesischer Jurist und Staatsmann.
Er war Vorkämpfer der Liberalen Revolution in Portugal und Mitautor der Verfassung von 1821, der ersten demokratischen Verfassung Portugals.
In seiner Heimatstadt Figueira wurde ihm 1911 ein Denkmal errichtet, auf der Praça 8 de Maio.